# Brianne Tju
Brianne Ashleigh Tju (Kalifornia, 1998. június 14.–) amerikai színésznő. 
2015-ben Riley Marrát alakította az MTV Scream című sorozatában. 2018–2019 között a Könnyű, mint a pehely című Hulu-sorozatban főszereplőként Alex Portnoyt játszotta. 2019-ben a 47 méter mélyen 2. című filmben szerepelt.

## Élete és pályafutása
A kaliforniai Chino Hills-ben született és nőtt fel. A Ruben S. Ayala High School-ban érettségizett, majd a California State University, Fullerton hallgatója lett. Haley Tju idősebb lánytestvére. Kínai és indonéz származású.
2007-ben debütált televíziós színészként a Disney Channel Cory in the House című sorozatában. Ezt követően további szerepeket kapott olyan tévésorozatokban és filmekben, mint a Liv és Maddie, A Grace klinika és a 911 L.A..
2015-ben Riley Marra visszatérő szerepét játszotta az MTV Sikoly című horrorsorozatában.
2018. június 4-én bejelentették, hogy Tju kaja meg Alex Portnoy szerepét a Hulu Könnyű, mint a pehely című természetfeletti thrillersorozatában. A szereppel két 	Daytime Emmy-díjra jelölték.
2019-ben szerepelt a túlélős horrorfilmben, a 47 méter mélyen 2. című horrorfilmben.

## Filmográfia

### Film
| Év   | Magyar cím           | Eredeti cím             | Szerep    | Magyar hang    |
| ---- | -------------------- | ----------------------- | --------- | -------------- |
| 2015 |                      | Pass the Light          | Mary Jane |                |
| 2019 | 47 méter mélyen 2.   | 47 Meters Down: Uncaged | Alexa     | Károlyi Lili   |
| 2022 | Vérszomjas pancserek | Unhuman                 | Ever      |                |
| 2022 | Éjszakai csapda      | Gone in the Night       | Greta     | Staub Viktória |
| 2022 |                      | Three Months            | Dara      |                |
| 2024 | Csúfok               | Uglies                  | Shay      | Nagy Blanka    |

### Televízió
| Év        | Magyar cím                      | Eredeti cím                     | Szerep       | Megjegyzés                                           |
| --------- | ------------------------------- | ------------------------------- | ------------ | ---------------------------------------------------- |
| 2007–2008 |                                 | Cory in the House               | Haley        | visszatérő szerep 2. évad (5 epizód)                 |
| 2010      | Pótfater                        | Sons of Tucson                  | Robin        | 1 epizód                                             |
| 2010–2011 |                                 | Make It or Break It             | Genji Cho    | visszatérő szerep 1-2. évad (4 epizód)               |
| 2011      |                                 | The Haunting Hour: The Series   | Jessica Chen | 1 epizód                                             |
| 2012      |                                 | So Random!                      | Cassy        | 1 epizód                                             |
| 2013      | Mennyei tippek                  | Save Me                         | Riley        | 3 epizód                                             |
| 2013–2014 |                                 | See Dad Run                     | Taylor       | visszatérő szerep 2-3. évad (7 epizód)               |
| 2014–2016 | Liv és Maddie                   | Liv and Maddie                  | Alex         | visszatérő szerep 2-3. évad (7 epizód)               |
| 2015      | A Thunderman család             | The Thundermans                 | Joanie       | 1 epizód                                             |
| 2015      | Sikoly                          | Scream                          | Riley Marra  | 3 epizód                                             |
| 2016      | A Grace klinika                 | Grey's Anatomy                  | Stacy        | 1 epizód                                             |
| 2017      |                                 | Famous in Love                  | Xu YiFei     | 2 epizód                                             |
| 2017      |                                 | Life After First Failure        | Jasmine      | főszereplő                                           |
| 2018      | 911 L.A.                        | 9-1-1                           | Hannah       | 1 epizód                                             |
| 2018      |                                 | A.P. Bio                        | Dallas       | 1 epizód                                             |
| 2018–2019 | Könnyű, mint a pehely           | Light as a Feather              | Alex Portnoy | főszereplő (26 epizód) magyar hangja Tamási Nikolett |
| 2019      | iZombie                         | iZombie                         | Amy          | 1 epizód                                             |
| 2020      | Bűnös Chicago                   | Chicago PD                      | Mira Davis   | 1 epizód                                             |
| 2021      | Tudom, mit tettél tavaly nyáron | I Know What You Did Last Summer | Margot       | főszereplő                                           |
| 2022      |                                 | High School                     | Ali          | főszereplő                                           |

## Díjak és jelölések
| Év   | Díj              | Kategória                                                                | Film                  | Eredmény | Hivatkozás |
| ---- | ---------------- | ------------------------------------------------------------------------ | --------------------- | -------- | ---------- |
| 2019 | Daytime Emmy-díj | Kiváló női mellékszereplő egy nappal játszott televíziós drámasorozatban | Könnyű, mint a pehely | Jelölve  | [ 9 ]      |
| 2020 | Daytime Emmy-díj | Kiemelkedő főszereplői teljesítmény egy nappali műsorban                 | Könnyű, mint a pehely | Jelölve  | [ 10 ]     |